# هانك إيفانز
هانك إيفانز (6 ديسمبر 1914 في الولايات المتحدة - 2000 في الولايات المتحدة) (بالإنجليزية: Hank Evans)‏ هو لاعب كرة سلة أمريكي في مركز الوسط.

## وصلات خارجية
- هانك إيفانز على موقع سبورتس رفرنس (الإنجليزية)